# Китнер, Иероним Севастьянович
Иерони́м Севастья́нович Ки́тнер (нем. Hieronymus Friedrich Küttner; 1839, Санкт-Петербург — 1929, Лейпциг) — русский архитектор периода историзма, академик Императорской Академии художеств. Представитель «кирпичного стиля». Председатель Петербургского общества архитекторов (1905—1917).

## Биография
Отец архитектора, Севастьян Осипович Китнер (1795—1870), в 1813 году приехал в Санкт-Петербург из австрийской Моравии. Он был известным рисовальщиком и люстровым мастером; владел мастерской по изготовлению металлических деталей для оформления архитектурных интерьеров; в 1850—1851 годах принимал участие в отделке помещений Нового Эрмитажа по проекту мюнхенского архитектора Лео фон Кленце. Его люстрами был украшен Павловский дворец. Мать — Беата Элеонора, урождённая Штраух (1802—?).
Иероним Китнер родился в Санкт-Петербурге 5 (17) июня 1839 года. Обучение его началось в Германии и Австрии, затем учился в Анненшуле и в 1853 году поступил в Петербургское строительное училище, где учился у архитектора А. К. Красовского. В 1859 году окончил училище. В 1863—1867 годах продолжал обучение в Италии, Франции, Германии. В 1867 году получил звание академика архитектуры.
В 1867—1872 годах работал помощником архитектора А. И. Резанова на сооружении дворца Великого князя Владимира Александровича на Дворцовой набережной, д. 26. Был помощником архитектора Штакеншнейдера на строительстве Николаевского дворца на Благовещенской площади. Сотрудничал с архитектором В. А. Шрётером, другим создателем так называемого кирпичного стиля. Китнер является автором комплекса зданий Сельскохозяйственного музея в Соляном городке Санкт-Петербурга (1879), перестройки здания Общества Поощрения художеств на Большой Морской улицы (1893), многих других построек.
С 1868 году стал преподавать в Строительном училище, с 1877 года экстраординарный профессор; после преобразования училища в Институт гражданских инженеров с 188 года — ординарный профессор, до 1903 года. Также преподавал в Институте инженеров путей сообщения. Один из основателей и редактор журнала «Зодчий». Почётный член Императорской Академии художеств (1911). Член, председатель (1905—1917) Императорского Санкт-Петербургского Общества архитекторов. Участвовал в организации первой в России школы десятников-строителей и проведении съездов русских зодчих.
С 30 июня 1886 года — действительный статский советник, с 14 мая 1896 года — тайный советник; 6 апреля 1914 года был награждён орденом Св. Александра Невского.
Избирался гласным Санкт-Петербургской городской думы. Состоял членом Совета министерства путей сообщения (с 1892).
После революции в 1918 году эмигрировал в Германию. Скончался 20 апреля 1929 года в Лейпциге. Похоронен в Гейдельберге.

## Проекты и постройки
Санкт-Петербург
- Сельскохозяйственный музей в Соляном городке (1876—1879);
- Институт Гражданских инженеров на 2-й Роте, д. 4 (1881—1883);
- Корпуса рынка на Сенной площади (1883—1885; разобраны в 1939 году);
- Александровская мужская больница на 15-й линии В. О., д. 4-6 (1888—1890);
- Завод К. Б. Зигеля на Ямской ул., д. 44 (1888—1890);
- Особняк К. Б. Зигеля на Николаевской ул., д. 63 (1888—1890)[4];
- Пальмовая оранжерея в Ботаническом саду на Аптекарском острове (1896—1897), с Н. И. де Рошфором.
- Доходный дом на 13-й линии В. О., д.20 (1898);
- Здание Санкт-Петербургского Мирового съезда и Сиротского суда на Мещанской (Гражданской) ул., д. 26 (1884—1886);
- Здание Императорского общества поощрения художеств[1].
- Лютеранская церковь Марии и здание училища — Сытнинская улица, д.№ 11/Кронверкская улица, д.№ 6. Совместно с В. А. Шрётером (1872—1874, не сохранились).

Киев
- Киевский политехнический институт (1898—1901);
- Алексеевский приют для детей военных (1901—1902)[5].

Другие места
- Часовня на станции Лозовая в память 17 октября 1888 года (построена Ф. А. Гагеном)[6]

неосуществлённые проекты:
- Стадион на Ватном острове в Петрограде (1914—1917; совместно с В. А. Покровским).
- Фасад здания Политехнического музея в Москве[7].

## Семья
Жена — Аделаида Эмилия Крауc (1847—1930). Их дети:
- Максимилиан (1868—1942), петербургский архитектор эпохи модерна
- Оскар (1869—1937), врач
- Евгения, жена Г. Г. фон Голи
- Эрнст (1876—1946)
- Ричард (1879—1961), петербургский архитектор и инженер
- Иероним (1881—1938)